# 维尔默灵
维尔默灵是德国巴伐利亚州的一个市镇。总面积10.30平方公里，总人口2088人，其中男性1038人，女性1050人（2011年12月31日），人口密度203人/平方公里。